# Ceroplesis rubrocincta
Ceroplesis rubrocincta là một loài bọ cánh cứng trong họ Cerambycidae.